# Derin Aralp
Derin Aralp (5 gennaio 2007) è una nuotatrice artistica turca.

## Biografia
Derin Aralp esordisce nelle gare internazionali nel 2023, partecipando con la squadra turca ai Giochi europei, riuscendo a vincere la medaglia di bronzo nel programma libero combinato.

## Palmarès
- Giochi europei

Cracovia 2023: bronzo nel programma libero combinato